# Herman Stevens
Herman Stevens (Rotterdam, 28 juli 1955) is een Nederlandse romanschrijver, literair criticus en columnist.
Zijn vader was tekenaar en tekstschrijver. Zijn moeder had een balletschool.

## Literaire loopbaan
In de jaren tachtig studeerde Herman Stevens klassieke talen in Leiden. Vanaf 1985 schreef hij in De Revisor en Maatstaf. De dag na zijn afstuderen begon Stevens aan zijn debuutroman Mindere goden die in april 1990 door De Arbeiderspers werd uitgegeven. Aan het eind van het jaar werd Mindere goden bekroond met de Anton Wachterprijs. Toen Stevens’ tweede roman Een schone slaap in oktober 1991 uitkwam, zat de schrijver in Amerika, als writer in residence aan de universiteit van Michigan. Tot eind 1996 zou hij veel tijd in Amerika doorbrengen. In 1997 verscheen bij Prometheus Stevens’ afscheid van Amerika, de roman Het vrouwelijk halfrond. Intussen schreef Stevens geregeld over Engelstalige literatuur in Het Parool en HP De Tijd.
In NRC Handelsblad en De Volkskrant schreef Stevens columns over de toenemende vercommercialisering van de Nederlandse literatuur, lang voor het woord 'bestselleritis' gemeengoed was geworden. In 2001 verscheen Stevens' Rotterdamse roman Gouden bergen, waarin de desillusie met het materialisme van de jaren negentig wordt belichaamd in de cynische loner Leo Donker.
In januari 2007 verscheen Moederziel, een roman die zich opnieuw grotendeels in Rotterdam afspeelt, beginnend in het revoltejaar 1968. Voor deze roman ontleende Stevens het een en ander aan zijn tienertijd toen hij opgroeide op de balletschool van zijn moeder. 
In mei 2010 verscheen Vaderland, een roman over een wijnschrijver die rond zijn vijftigste nog vader wordt, waarna zijn huwelijk strandt. In deze roman keren twee vrouwelijke personages uit eerder werk van Stevens terug, vele jaren ouder. 
In september 2012 verscheen Stevens' zevende roman Gloriejaren, een literaire avonturenroman over een groepje jongeren dat eind jaren zeventig van school komt. Opnieuw is het thema verloren illusies, maar ditmaal is de helft van het boek geschreven vanuit het oogpunt van een jonge vrouw. Formeel en inhoudelijk is Gloriejaren Stevens' sterkste roman.
In februari 2016 verscheen De onzichtbare vrouw, dat kan worden gelezen als een vervolg op Vaderland. Een man van in de vijftig ontmoet opnieuw zijn eerste liefde, met wie hij als tiener door Den Haag en Scheveningen dwaalde. Nu woont ze aan de westkust van Amerika, waar hij haar opzoekt, om tussen de eeuwenoude sequoias te dwalen. Het is een knap geconstrueerde roman over ouder worden. Longlist Libris Literatuurprijs 2017.
In 2018 verschijnt Het sterke geslacht, een bundel beschouwingen over de vrouw in onze literatuur. Met dit boek keert Stevens terug naar het essay, waarmee hij in zijn studietijd begon. In 'Het sterke geslacht' staan lange essays over Mensje van Keulen, Maria Stahlie, Margriet de Moor, maar ook Lorrie Moore, Philip Roth en James Salter.
In oktober 2020 verscheen Stevens' negende roman, 'Château Désir', een verhaal van drie late dertigers, broer en zus Emma en Hugo en Hugo's vriendin Françoise. Emma en Hugo groeiden op het platteland op, omdat hun vader het plan had opgevat een wijnboerderij te beginnen. Eenmaal volwassen keren Emma en Hugo terug naar de stad. Beiden lijken erfelijk belast met de vergeefse verlangens die hun vader een mislukte boerderij deed beginnen. 
Begin 2024 verschijnt Herman Stevens' tiende roman, De schandalen, een roman over de kwetsbaarheid van het leven. Sommige elementen in Stevens' roman zijn geënt op Vestdijks De schandalen (1953). Niettemin is het een volkomen authentiek verhaal over een jonge vrouw, Roda, die na een bewogen jeugd intrekt bij haar vroegere leraar Latijn. Uiteindelijk gaat deze roman over het schandaal van de liefde: je kunt alleen maar houden van een ander, die per definitie onkenbaar is. Anders was het geen ander.